# Севільська архідіоцезія
Севі́льська архідіоце́зія (лат. Archidioecesis Hispalensis; ісп. Archidiócesis de Sevilla) — архідіоцезія римського обряду Католицької церкви в Іспанії, з центром у місті Севілья. Охоплює терени західної Андалусії. Входить до складу Севільської церковної провінції.  Заснована 300 року. Голова — архієпископ Севільський. Центральний храм — Севільський собор. Суфраганні діоцезії — Кадіська і Сеутська, Канарська, Кордовська, Сан-Кристобаль-де-ла-Лагунська, Уельвська, Херес-де-ла-Фронтерська. Площа — 14,036 км². Населення — 1,900,224 ос.; з них католики — 1,890,000 ос. (99.5%). Чинний голова — Хуан Асеньо Пелегріна, архієпископ Севільський.

## Севільська церковна провінція
- Севільська архідіоцезія
- Кадіська і Сеутська діоцезія
- Канарська діоцезія
- Кордовська діоцезія
- Сан-Кристобаль-де-ла-Лагунська діоцезія
- Уельвська діоцезія
- Херес-де-ла-Фронтерська діоцезія

## Архієпископи
- Хуан Асеньо Пелегріна

## Статистика
Згідно з «Annuario Pontificio» і Catholic-Hierarchy.org:
| Рік  | Населення | Населення | Населення | Священики | Священики | Священики | Священики           | Диякони | Ченці    | Ченці | Парафії |
| Рік  | католики  | загалом   | %         | загалом   | секулярні | ченці     | вірних на священика | Диякони | чоловіки | жінки | Парафії |
| ---- | --------- | --------- | --------- | --------- | --------- | --------- | ------------------- | ------- | -------- | ----- | ------- |
| 1950 | 1.750.000 | 1.750.610 | 100,0     | 753       | 428       | 325       | 2.324               |         | 822      | 3.675 | 319     |
| 1969 | 1.838.061 | 1.838.061 | 100,0     | 1.033     | 571       | 462       | 1.779               |         | 1.098    | 3.473 | 263     |
| 1980 | 1.826.650 | 1.827.540 | 100,0     | 949       | 516       | 433       | 1.924               |         | 801      | 3.410 | 320     |
| 1990 | 1.532.560 | 1.600.024 | 95,8      | 741       | 414       | 327       | 2.068               | 18      | 561      | 2.096 | 247     |
| 1999 | 1.735.000 | 1.744.770 | 99,4      | 654       | 387       | 267       | 2.652               | 38      | 511      | 2.401 | 255     |
| 2000 | 1.733.200 | 1.745.230 | 99,3      | 656       | 386       | 270       | 2.642               | 28      | 458      | 2.276 | 256     |
| 2001 | 1.764.728 | 1.768.228 | 99,8      | 679       | 392       | 287       | 2.599               | 33      | 544      | 2.348 | 256     |
| 2002 | 1.774.720 | 1.783.441 | 99,5      | 677       | 387       | 290       | 2.621               | 33      | 502      | 2.375 | 256     |
| 2003 | 1.841.019 | 1.851.040 | 99,5      | 685       | 391       | 294       | 2.687               | 37      | 502      | 2.388 | 256     |
| 2004 | 1.749.750 | 1.758.720 | 99,5      | 666       | 374       | 292       | 2.627               | 37      | 497      | 2.399 | 256     |
| 2010 | 1.890.000 | 1.900.224 | 99,5      | 692       | 436       | 256       | 2.731               | 47      | 504      | 2.012 | 258     |
| 2014 | 1.886.000 | 1.942.155 | 97,1      | 588       | 340       | 248       | 3.207               | 56      | 347      | 1.778 | 261     |